# John Moffat
John Moffat (1932) es profesor emérito de física en la Universidad de Toronto. También es profesor adjunto de física en la Universidad de Waterloo y miembro del Instituto Perimeter de Física Teórica.

## Investigación
Moffat es conocido por su trabajo sobre cosmología y gravedad, que se ha plasmado en su teoría gravitacional no simétrica y gravedad tensor-vector-escalar (ahora llamada MOG), y resumida en su libro Reinventando la Gravedad publicado en 2008. Su teoría explica las curvas de rotación de las galáxias sin contemplar los efectos de la materia oscura. Propone un enfoque de los problemas cósmicos con una velocidad variable de la luz, en el que G/c es constante en el tiempo, pero en el que G y c por separado no lo han sido. Además, la velocidad de la luz c puede haber sido mucho mayor durante los primeros momentos tras el Big Bang. Su trabajo reciente sobre los modelos cosmológicos homogéneos pretende explicar ciertos efectos anómalos en los datos del CMB, y dar cuenta de la recientemente descubierta aceleración de la expansión del universo.

## Publicaciones

### Libros
- Reinventing Gravity. HarperCollins. 2008. ISBN 0-06-117088-7.

### Artículos seleccionados
- (1990) "Finite nonlocal gauge field theory," Phys. Rev. D 41: 1177-1184.
- (1993) "Superluminary Universe: A Possible Solution to the Initial Value Problem in Cosmology," Int. Jour. Mod. Phys. D2: 351-366.
- (1995) "Nonsymmetric Gravitational Theory," Phys. Lett. B 355: 447-452.
- (2006) "Scalar-Tensor-Vector Gravity Theory," JCAP 0603: 004.